# Droit de réponse (émission de télévision)
Cet article concerne l'émission de télévision. Pour la notion juridique, voir Droit de réponse.
Droit de réponse est une émission française de débats diffusée entre le 12 décembre 1981 et le 19 septembre 1987 sur la chaîne TF1, présentée par Michel Polac et réalisée par Maurice Dugowson.
Diffusée en direct de manière hebdomadaire, le samedi à partir de 20 h 30, Droit de réponse fut à l'origine de nombreuses polémiques, en raison des divers intervenants venus exposer leur point de vue dans l'émission (ce qui aboutit à des esclandres célèbres), mais aussi pour la variété et la pertinence des sujets abordés, ce qui assura le succès de l'émission à l'antenne pendant plusieurs années.
À la télévision française, cette émission est considérée par certains observateurs comme une « émission pionnière en matière de polémique-spectacle ou de clash, en langage moderne ».

## Historique

### Création et débuts
Le présentateur de Droit de réponse, Michel Polac faisait, avec cette émission, son retour à la télévision, dix ans après avoir été contraint d'arrêter la présentation de Post-scriptum en raison d'un débat sur l'inceste autour du film Le Souffle au cœur.
L'émission était diffusée en direct, de manière hebdomadaire le samedi à 20 h 30 sur TF1. La musique du générique est de Michel Portal.
L'émission, après trois premières semaines difficiles, a notamment été « lancée » par son quatrième numéro, diffusé le 2 janvier 1982, auquel était invitée l'équipe de Charlie Hebdo qui venait alors de cesser de paraître. Cette émission est marquée par divers incidents : Siné insulte Jean Bourdier, journaliste de Minute qui avait été invité pour donner son avis sur la fin de Charlie Hebdo, puis est frappé par A. D. G., autre collaborateur de Minute, pendant une interruption de l'antenne ; le professeur Choron, pris de boisson, injurie quant à lui des lycéens présents sur le plateau et qui avaient déclaré ne pas apprécier Charlie Hebdo. Le lendemain, la presse française se fait abondamment l'écho de l'émission, dont elle assure ainsi la notoriété. De nombreux autres numéros ont été l'occasion d'incidents entre invités ou de déclarations provocatrices.

### Les sujets et polémiques de l'émission
Droit de réponse était connu pour le caractère imprévisible, et souvent très animé, de ses débats. Cela provenait notamment de la mise en scène inventée par Michel Polac et son réalisateur Maurice Dugowson : les invités étaient disséminés dans un décor autour de plusieurs tables, décor dans lequel se trouvaient aussi bien des figurants (qui restaient muets jusqu'à la fin) et d'autres invités qui ne sont pas nécessairement célèbres et qui interviendraient sans être annoncés dès le début. Selon le critique de télévision Serge Daney, « l'idée de génie » de l'émission était de faire en sorte que les invités ne se fassent pas face, les obligeant à « se contorsionner » pour répondre à une intervention qu'ils n'avaient pas prévue.
Cette mise en scène, différente des face à face ou des discussions autour d'une même table — habituels à la télévision —, établissait une sorte d'égalité entre les invités : ceux du centre, proches du présentateur, s'inquiétant des interventions-surprises qui pouvaient arriver de n'importe où ; ou bien ceux de la périphérie, ayant peur de ne pouvoir s'exprimer et étant ainsi incités à parler plus fort pour se mettre en valeur.
Cette mise en scène faisait de l'animateur Michel Polac le seul point de repère stable de l'émission, le seul à pouvoir se tenir facilement « face au public » ; cela alors qu'il ne se présentait pas comme un garant d'une certaine neutralité mais au contraire « un citoyen doté d'opinions connues et personnelles ».
L'émission était aussi réputée pour le franc-parler de ses échanges et pour son atmosphère souvent enfumée (le tabagisme n'étant, à l'époque de l'émission au début des années 1980, pas encore interdit de plateau).
L'émission s'est parfois emparée de sujets de fond qui ont lancé des débats publics, beaucoup plus largement que des débats circonscrits aux seuls participants et téléspectateurs de l'émission. Par exemple en 1982, l'émission pose la question « Faut-il raser les grands ensembles ? ». Il s'agit de la première rupture vraiment franche dans le discours tenu sur les grands ensembles (et c'est seulement un an après, en 1983, que seront détruites les premières tours des Minguettes).

### Les dessinateurs de l'émission
Les dessinateurs Siné, Plantu, Calvi, Loup, Wiaz, Georges Wolinski ou Cabu étaient régulièrement invités pour illustrer en direct l'émission à l'aide d'une palette graphique, le vidéographe, conçu par une PME de Grenoble.
L'émission a servi en quelque sorte de tremplin à un autre dessinateur, Charb : en 1987, Jean-Pierre Boudine a aperçu à la télévision dans le public de l'émission Droit de réponse ce jeune homme qui intervient en levant des cartons sur lesquels il fait des dessins. Il prend contact avec la régie, puis entre en relation avec Charb qui était alors surveillant au lycée de Pontoise,.
En complément des dessins faits au cours de l'émission, d'autres dessins, toujours de Cabu, Loup ou Siné, étaient montrés en début de programme sous la forme d'une revue humoristique de l'actualité de la semaine, avec l'aide de la voix de la comédienne Monique Tarbès. Cette séquence s'intitulait « Les rebuts de presse ».

### Arrêt du programme
Droit de réponse est finalement supprimée de l'antenne, à la suite de nombreuses plaintes de familles françaises, de membres du gouvernement de l'époque, mais principalement à la suite d'un dessin de Wiaz passé à l'antenne le 19 septembre 1987, faisant suite au rachat de la chaîne TF1 par l'entreprise de BTP française Bouygues, et qui représentait le président de Bouygues, Francis Bouygues, vu de profil et déclarant : « Une maison de maçon.. un pont de maçon.. une télé de m... », Wiaz parodiant ainsi le slogan du groupe Bouyges, « Une maison de maçon ».
Cette ultime provocation servit de prétexte à la direction du groupe Bouygues pour supprimer dès le lendemain Droit de réponse, qui était le programme le plus irrévérencieux du PAF. Cette censure brutale contribua à faire de Droit de réponse une émission « définitivement culte, souvent copiée, jamais égalée ».
Des extraits sont disponibles sur le site de l'Institut national de l'audiovisuel (INA).

## Accueil critique
Le critique Serge Daney qualifiait Droit de réponse, peu après son arrêt définitif, d'émission « moderne » car elle proposait « une image moderne de l'agora démocratique (droit de questionner, droit de répondre, droit reconnu à tous, des stars aux obscurs, des décideurs aux décidés) ».

## Intervenants réguliers
Parmi les intervenants réguliers de l'émission figuraient également les journalistes Dominique Jamet, Claude Cabanes, Jean-François Kahn, Jean-Marcel Bouguereau, Noël Copin, Thomas Ferenczi, Pierre Bénichou, ou encore Laure Adler.

## Invités
La première émission portait sur « la littérature populaire, la violence et les feuilletons américains », avec entre autres pour invités Gérard Depardieu, Coluche, Gérard de Villiers, Roger Knobelspiess, Olivier Todd et Edgar Morin.
Voici une liste des invités de l'émission (liste non exhaustive)[réf. souhaitée] :
- Gérard de Villiers
- Gérard Depardieu
- Glenmor[12]
- Coluche
- Josiane Balasko
- Sheila
- Guy Bedos
- Pierre Desproges
- Serge Gainsbourg
- Renaud
- Siné
- Jean-François Kahn
- Anémone
- Orson Welles
- Marion Game
- May Picqueray
- Jane Birkin
- Cabu
- Frédéric Pottecher
- Claude Estier
- Olivier Todd
- Jacques Baumel
- Philippe Meyer
- Denise Bombardier
- Jean Ferré
- Thierry Desjardins
- Gisèle Bienne
- Claude Chabrol
- Gérard Longuet
- Roger Ikor
- Georges Navel
- Patrick Grainville

#### Article de presse
- Olivier Toscer, « Ces émissions qui ont révolutionné la télé : "Droit de réponse" », sur L'Obs.com, 27 juillet 2015.

#### Ressource radiophonique
- Fabrice Drouelle, « La tornade Michel Polac » [audio], émission Affaires sensibles (50 min), France Inter, 27 juin 2024.